# Soyuz T-10
Soyuz T-10 foi a quinta expedição à estação Salyut 7, realizada entre fevereiro e abril de 1985.

## Tripulação
Lançados
| Posição                | Cosmonauta        | Duração          | Pousou na  |
| ---------------------- | ----------------- | ---------------- | ---------- |
| Comandante             | Leonid Kizim      | 236d 22h 49m 04s | Soyuz T-11 |
| Engenheiro de voo      | Vladimir Solovyov | 236d 22h 49m 04s | Soyuz T-11 |
| Cosmonauta-pesquisador | Oleg Atkov        | 236d 22h 49m 04s | Soyuz T-11 |

Aterrissaram
| Posição                | Cosmonauta        | Duração        | Lançou na  |
| ---------------------- | ----------------- | -------------- | ---------- |
| Comandante             | Yuri Malyshev     | 7d 21h 40m 06s | Soyuz T-11 |
| Engenheiro de voo      | Gennady Strekalov | 7d 21h 40m 06s | Soyuz T-11 |
| Cosmonauta-pesquisador | Rakesh Sharma     | 7d 21h 40m 06s | Soyuz T-11 |

## Parâmetros da Missão
- Massa: 6850 kg
- Perigeu: 199 km
- Apogeu: 219 km
- Inclinação: 51.6°
- Período: 88.7 minutos

## Pontos altos da missão
O grupo Mayak de três pessoas entrou na estação Salyut 7 escurecida carregando lanternas. Os cosmonautas comentaram o odor de metal queimado da unidade de aterrissagem. Em 17 de Fevereiro, a Salyut 7 foi totalmente reativada, e os cosmonautas entraram e sua rotina. O físico Oleg Atkov executou as tarefas caseiras e monitorou sua saúde e a saúde de seus colegas, que conduziam experimentos.
Durante o ano anterior uma linha de combustível na estação se rompeu. Kizim e Solovyov realizaram três EVAs para solucionar o problema durante a missão.